# Kastriot Tusha
Kastriot Tusha (ur. 14 kwietnia 1963 w Elbasanie) - albański muzyk.

## Dyskografia[1]

### Albumy
| Rok  | Album                                      |
| ---- | ------------------------------------------ |
| 2001 | Serenata                                   |
| 2002 | A live performance: Latino-American-Clasic |
| 2003 | Duam gol                                   |
| 2005 | Jeto jeten                                 |
| 2011 | World Music                                |
| 2017 | Nostalgji                                  |

### Teledyski
| Rok  | Teledysk                  |
| ---- | ------------------------- |
| 2010 | Pa Kosovë nuk ka Shqipëri |
| 2012 | Ndale shkaun moj Evropë   |
| 2012 | Nën një flamur të pandarë |
| 2013 | Per hir te dashurise      |
| 2013 | Bija ime                  |
| 2014 | Vergje për nënën          |
| 2015 | Vlora ime                 |
| 2015 | Elbasani im Elbasan       |
| 2016 | Autochtonous, biri im     |
| 2016 | Balli i oxhakut           |
| 2016 | Nga dashuria              |
| 2016 | Nostalgji                 |
| 2016 | Te du moj goce e vogel    |
| 2017 | Loti si ar                |
| 2017 | Kërçovari                 |
| 2018 | Nje zemer                 |
| 2018 | Insanely in love          |
| 2018 | Rroftë Shqipëria          |
| 2018 | Ushtria e Kosovës         |
| 2019 | Per ty Shqiperi           |
| 2020 | Skenderbeu                |
| 2021 | Ç'ka po ndodh             |
| 2022 | Ushtar Kavaja             |